# Vikas Uppal
Vikas Uppal (1986 - 30 tháng 6 năm 2007), người Ấn Độ, là một trong những người cao nổi tiếng, được coi là người đàn ông cao nhất Ấn Độ khi còn sống.
Ngày 12 tháng 1 năm 2004, tạp chí The Tribune đưa tin Uppal cao 2,51 m và còn tiếp tục phát triển đến khi trưởng thành. Ngày 10 tháng 6 năm 2005, website rediff.com đưa tin Uppal đã cao đến 2,66 m. Anh qua đời năm 2007 do có khối u não.